# عبد الله بو هميل
عبد الله بو هميل (مواليد 10 يوليو 1986) هو لاعب كرة قدم سعودي.

## مسيرة اللاعب
كانت بداياته مع نادي هجر و انتقل إلى نادي الفتح في عام 2008 و عاد في عام 2011 إلى نادي هجر و لعب معهم لغاية عام 2015 و بعدها وقع مع نادي العدالة و في عام 2018 وقع مع نادي العمران و عاد بعدها إلى نادي العدالة و عاد بعده إلى نادي هجر و بعدها انتقل إلى نادي النجوم.